# Laura Di Marco
Laura Beatriz Di Marco (Buenos Aires, 19 de enero de 1968) es una periodista y escritora argentina. Es conocida por sus libros superventas La Cámpora y Macri: Historia íntima y secreta de la élite argentina que llegó al poder. 
Actualmente, conduce la séptima temporada de su programa en La Nación Más, La Trama, y su programa radial De Ida Y Vuelta en CNN Radio Argentina; y tiene su propia columna política en La Nación.
De 2015 a 2019 fue columnista de Radio Mitre en el programa Pensándolo bien, por el que recibió dos premios Martín Fierro de radio en 2016 y 2019. En 2017, Infobae la nombró una de las «100 argentinos que marcaron el 2017», porque "su libro Macri, la historia íntima y secreta de la élite argentina que llegó al poder

## Biografía
Laura Beatriz Di Marco nació el 19 de enero de 1968 en Villa Urquiza, Ciudad Autónoma de Buenos Aires, hija de una maestra, profesora de piano y peluquera, y de un vendedor de libros y cantante de tango. Sus padres se divorciaron abruptamente, y cuando ella tenía siete años, su madre falleció en un accidente automovilístico, dejándola al cuidado de su abuela materna; su padre la veía los fines de semana.
Estudió Sociología en la Universidad de Buenos Aires, y luego realizó su maestría en Periodismo en la Universidad Católica Argentina, becada por Clarín.
Camila, su hija, nació en 1988, cuando tenía 20 años.

## Trayectoria

### Gráfica
Inició su carrera como columnista en la revista Somos en 1992, antes de pasar a Télam en 1994, donde trabajó como periodista hasta 2000. De 2000 a 2003 trabajó como redactora en el equipo político de la revista Tres Puntos de Hugo Sigman.
En 2003 comenzó a trabajar como columnista del diario La Nación. Allí escribió para los suplemento Enfoques, Historias con nombre y apellido, La Nación y los intelectuales e Ideas. Desde 2016 tiene su propia columna política la sección Opinión del diario.
Colaboró con publicaciones de Clarín, La Prensa, revista Noticias, entre muchas otras.
Fue la única periodista que entró a la casa del actual presidente argentino Javier Milei para escribir una nota a fondo del político en el diario La Nación que tituló Javier Milei, los secretos del hombre del momento.

### Radio
En sus inicios fue becaria en el programa de Osvaldo "Bebo" Granados en Radio Continental.
De 2015 a 2019 fue columnista de Radio Mitre en el programa Pensándolo bien de Jorge Fernández Díaz, logrando reconocimientos con dos premios Martín Fierro de radio en 2016 y 2019, y fue calificado con cinco estrellas por la Revista Noticias, tras titularlo "un programa redondo".
En la misma radio, condujo su propio programa basado en su libro Los Cuadernos de Laura, acompañada de Adriana Verón entre 2020 y 2021.
Desde 2023 conduce el programa informativo De Ida y Vuelta de CNN Radio Argentina, donde cuenta con la participación de Alejandro Parmo, Verónica Dalto, Pablo Costas, Ana Gutiérrez Matus y Romina Zuasnabar.

### Televisión
En 2017 fue parte de Mesa de Mujeres, un programa emitido por La Nación + junto con Andrea Frigerio.
En 2018 inició su carrera como presentadora en La Trama del Poder de La Nación +. Ese mismo año fue distinguida por la Asociación Argentina de Televisión por Cable (ATVC) por Mejor Programa Periodístico de Opinión y en 2020 fue nominada a los Premios FUND TV en la categoría de Periodismo de Investigación.

### Libros
Ha publicado cinco libros en diversos géneros literarios, incluida la política y la autobiografía. 
El primer libro Las Jefas (2009. Editorial Sudamericana) "bucea en la vida pública y la intimidad emocional de doce altas ejecutivas que lideran en los negocios y en los dos grandes diarios del país, Clarín y La Nación".
Su libro La Cámpora. Origen e historia de la agrupación política juvenil que nació como apoyo a los gobiernos del matrimonio Kirchner (2012. Editorial Sudamericana) fue reconocido como uno de los libros de política más leídos desde la vuelta a la democracia, con más de 100.000 ventas de ejemplares registradas.
Cristina Fernández, la verdadera historia (2014. Editorial Sudamericana), fue el tercer libro de la autora, una biografía no autorizada de la expresidenta argentina Cristina Kirchner.
En 2017 fue nombrada una de los 100 argentinos que marcaron el año por Infobae, debido a su libro Macri. Historia íntima y secreta de la élite que llegó al poder y el macrismo en argentina (2017. Editorial Sudamericana). Dicho libro fue el best seller periodístico del año en el ranking de Cúspide, donde vuelca la información que obtuvo a partir de cuatro entrevistas a solas con el entonces presidente, Mauricio Macri.
Su última publicación, titulada Los cuadernos de Laura (2019), reúne anotaciones íntimas que ella iba haciendo sobre sus aprendizajes de distintas terapias. La autora cuenta experiencias personales, como cuando perdió a su mamá.

## Obras
- Las Jefas. Quiénes son, cómo llegaron y cómo viven las ejecutivas más poderosas de la Argentina (2009) - Editorial Sudamericana[23]
- La Cámpora. Origen e historia de la agrupación política juvenil que nació como apoyo a los gobiernos del matrimonio Kirchner (2012) - [24] Editorial Sudamericana[25]
- Cristina Fernández. La verdadera historia (2014) - Editorial Sudamericana[26]
- Macri. Historia íntima y secreta de la élite que llegó al poder y el macrismo en argentina (2017) - Editorial Sudamericana[27]
- Los cuadernos de Laura. Historias verdaderas sobre el amor, la vida y la resiliencia (2019) - Editorial Sudamericana[28]

## Premios y reconocimientos
| Premios Martin Fierro de Radio |                             |                   |           |
| Año                            | Categoría                   | Programa nominado | Resultado |
| 2016                           | Mejor programa periodístico | Pensándolo bien   | Ganador   |
| 2019                           | Mejor programa periodístico | Pensándolo bien   | Ganador   |

| Premio de Asociación Argentina de Televisión por Cable (ATVC) |                                        |                    |           |
| Año                                                           | Categoría                              | Programa nominado  | Resultado |
| 2018                                                          | Mejor programa periodístico de opinión | La Trama del Poder | Ganador   |

| Premios FUND TV |                             |                    |           |
| Año             | Categoría                   | Programa nominado  | Resultado |
| 2020            | Periodismo de Investigación | La trama del poder | Nominado  |